# Smiley Burnette
Smiley Burnette (ur. 18 marca 1911, zm. 16 lutego 1967) – amerykański aktor i piosenkarz country. Zmarł na białaczkę.

## Filmografia
- 1935: Waterfront Lady jako Muzyk
- 1936: A Man Betrayed jako Hillbilly
- 1936: The Singing Cowboy jako Frog Millhouse
- 1940: Men with Steel Faces jako Oscar
- 1950: Outcasts of Black Mesa jako Smiley
- 1951: Pecos River jako Smiley Burnette
- 1953: Goldtown Ghost Riders jako Smiley Burnette
- 1953: Pack Train jako Smiley Burnette
- 1966: Sharad of Atlantis jako Briny

## Wyróżnienia
Posiada swoją gwiazdę na Hollywoodzkiej Alei Gwiazd.